# Juan García-Frías García
Juan García-Frías García (Albox, província d'Almeria, 30 de novembre, 1905 - 28 de maig de 1996) fou un militar, advocat i enginyer espanyol, membre de la Reial Acadèmia de Ciències Exactes, Físiques i Naturals.

## Biografia
Llicenciat en dret, pertanyia al Col·legi d'Advocats de Madrid. Ingressà a l'Armada Espanyola, en la que assolí el grau de contralmirall, fou agregat militar a Rabat, cap de l'Arsenal de la Base Naval de Balears i Cap de l'Arma Submarina de 1962 a 1964 i president de la Comissió Nacional d'Astronomia de 1968 a 1974. El 1966 fou escollit acadèmic de la Reial Acadèmia de Ciències Exactes, Físiques i Naturals, hi va ingressar l'any següent amb el discurs La Batimetría y sus problemas. Entre altres càrrecs, fou director general de l'Institut Geogràfic i Cadastral, vicepresident del Consell Superior Geogràfic, president de la Comissió Nacional de Geodèsia i Geofísica, de la Comissió Nacional de Metrologia i Metrotècnia i de la Comissió Nacional de Toponímia.
Entre altres condecoracions, ha rebut les grans creus de l'Orde d'Isabel la Catòlica, de l'Orde d'Alfons X el Savi, de l'Orde del Mèrit Civil, del Mèrit Naval amb distintiu blanc i de l'Orde de Sant Hermenegild.

## Obres
- Las tablas de líneas de altura para la navegación
- Tablas de Logaritmo
- El Radar y la uniformidad en la maniobra de anticolisión
- La teoría diferencial del conocimiento
- Las observaciones astronómicas en el mar
- Geometría clásica axiomática
- Teoría del espacio
- Prevención de abordajes y el uso del radar
- Las paralelas y las geometrías no euclídeas